# Cartoons in a Seminary
Cartoons in a Seminary è un cortometraggio muto del 1915 scritto e diretto da Raoul Barré.

## Produzione
Il film fu prodotto dalla Edison Company e dalla Barre Studios.

## Distribuzione
Distribuito dalla General Film Company, il film - un cortometraggio in una bobina - uscì nelle sale cinematografiche USA il 22 settembre 1915.